# 北東県
北東県（ほくとうけん、ハイチ語: Nòdès, ノーデス）はハイチ北東部の県 (depatman)。県庁所在地はフォールリベルテ。面積は 1,623 km² 、人口は393,967人 (2015年)。かつては北県の一部であった。

## 隣接する県
北はカリブ海に面し、西に北県、南に中央県、東にドミニカ共和国のモンテ・クリスティ州、ダハボン州と接する。

## 下位行政区画
フォーリベーテ郡、ワナマント郡、トゥウ・ディノー郡、ヴァリエ郡の4つの郡 (awondisman) が置かれている。